# 馬爾伊夫卡 (巴什坦卡區)
47°10′10″N 32°15′2″E / 47.16944°N 32.25056°E

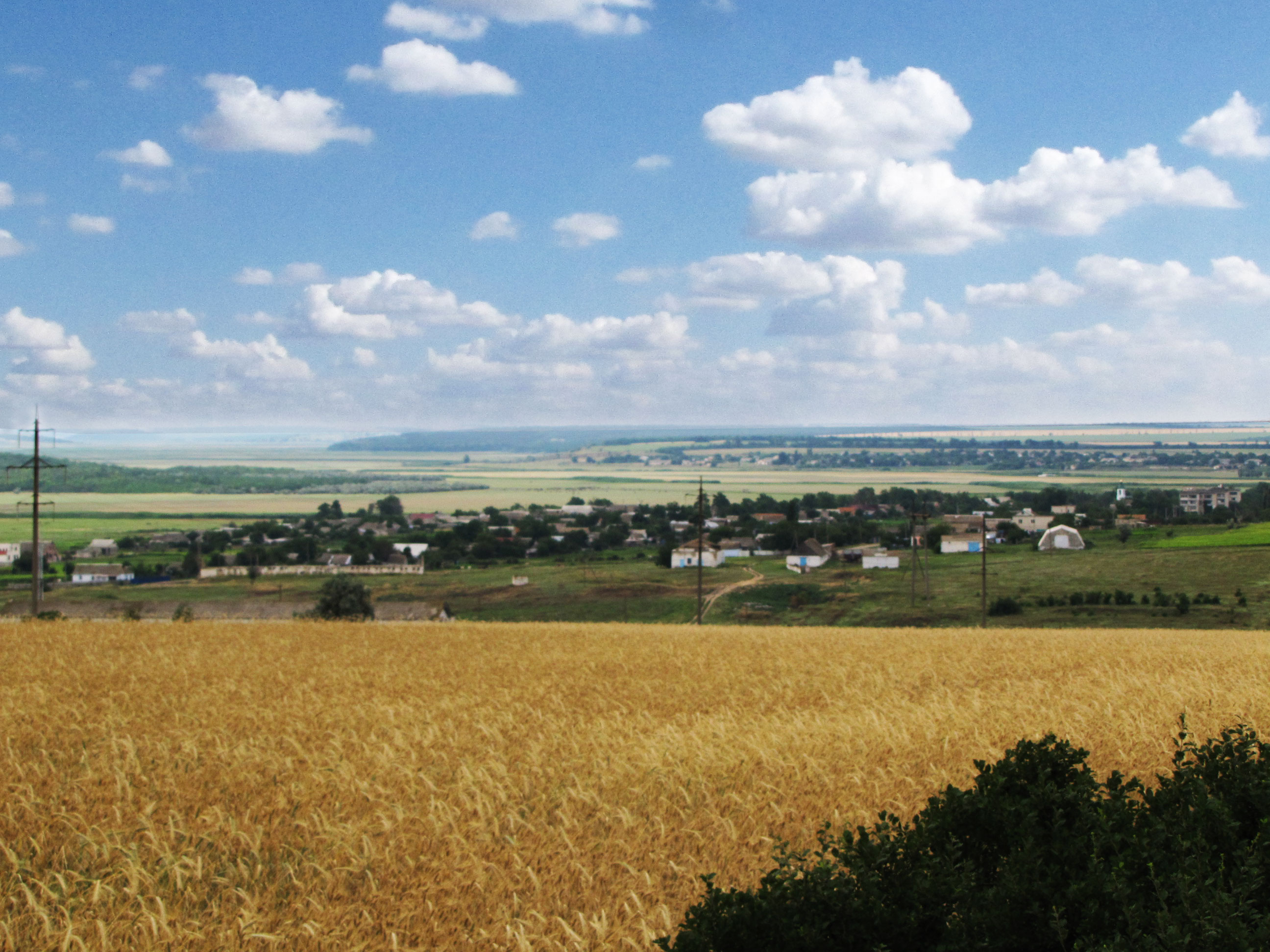

馬爾伊夫卡（烏克蘭語：Мар'ївка），是烏克蘭的村落，位於該國南部尼古拉耶夫州，由巴什坦卡區負責管轄，始建於1823年，面積0.8平方公里，海拔高度10米，2001年人口923，人口密度每平方公里1,153.8人。